# Финский язык
Фи́нский язы́к (самоназвание — suomi, suomen kieli) — язык финнов и государственный язык Финляндии, относящийся к прибалтийско-финской подгруппе финно-волжской группы финно-угорских языков уральской языковой семьи. Близкими к финскому языку являются, например, карельский, ижорский, эстонский и др. Письменность — на основе латиницы (см. финский алфавит). 
Делится на множество диалектов; письменный и разговорный языки также имеют существенные различия. Является агглютинативным языком номинативного строя со значительными элементами флективности. В фонетике финскому языку, как и многим другим финно-угорским, свойственен сингармонизм; существенное значение несёт различение гласных и согласных звуков по долготе. 
На протяжении всей истории на финский язык влияло множестве соседних языков, что сильно отразилось, в частности, на его лексическом составе (в виде многочисленных заимствований).
Большинство современных носителей языка проживает в Финляндии; в 2012 году он насчитывал 5 413 380 носителей. Это один из 24 официальных языков Европейского союза.

## Лингвогеография

### Ареал и численность
На финском языке говорит большинство населения Финляндии (92,1 %), а также этнические финны, живущие вне пределов Финляндии — в Швеции и Норвегии, в провинции Финнмарк, среди финской диаспоры в США, Эстонии, России (преимущественно в Ленинградской области и в Карелии).

#### Финский язык в Швеции

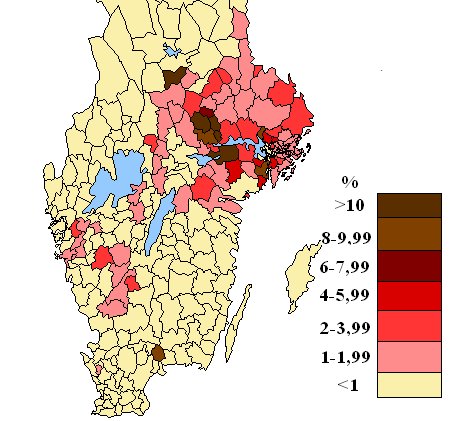
Распространённость финского языка в Швеции (2005)

Финский язык достаточно широко распространён в Швеции, где является официально признанным языком меньшинства (статус присвоен в 1999 году). Финская диаспора сформировалась в Швеции в значительной части в результате эвакуации детей из Финляндии во время Зимней войны и массовой трудовой эмиграции финнов (в основном, из восточной и центральной Финляндии) в годы после Второй мировой войны и вплоть до начала 1970-х годов. Финское меньшинство насчитывает до 712 тыс. человек, из которых, по разным оценкам, от 250 до 470 тыс. человек используют финский язык или хотя бы понимают финскую речь. Шведские финны говорят или только по-шведски, или двуязычны, причём финский используется, в лучшем случае, как унаследованный язык. В диаспоре используется как стандарт финского языка, так и меянкиели — местный вариант финского шведской области Турнедален. Финский язык в Швеции воспринимался шведоязычным большинством как низкостатусный, что привело к утрате его престижа и сокращению числа полноценных носителей. Несмотря на то, что предпринимавшиеся с 1970-х годов попытки повысить роль финского языка особого успеха не имели, языковые права финноязычного меньшинства всё чаще закрепляются на законодательном уровне: так, с 2014 года 52 шведских коммуны из 290 предоставляют базовые услуги на финском языке. Близкое к полному двуязычие наблюдается только в приграничных с Финляндией районах Швеции (Лулео, Хапаранда).

#### Финский язык в Норвегии
В северных норвежских провинциях Финнмарк и Тромс, в районах Порсангер-фьорда, Варангер-фьорда и Альта-фьорда проживает национальное меньшинство квены, часть которых говорит на квенском языке — по сути архаичном диалекте финского языка с многочисленными лексическими вкраплениями из саамских языков и норвежского.

#### Финский язык в России

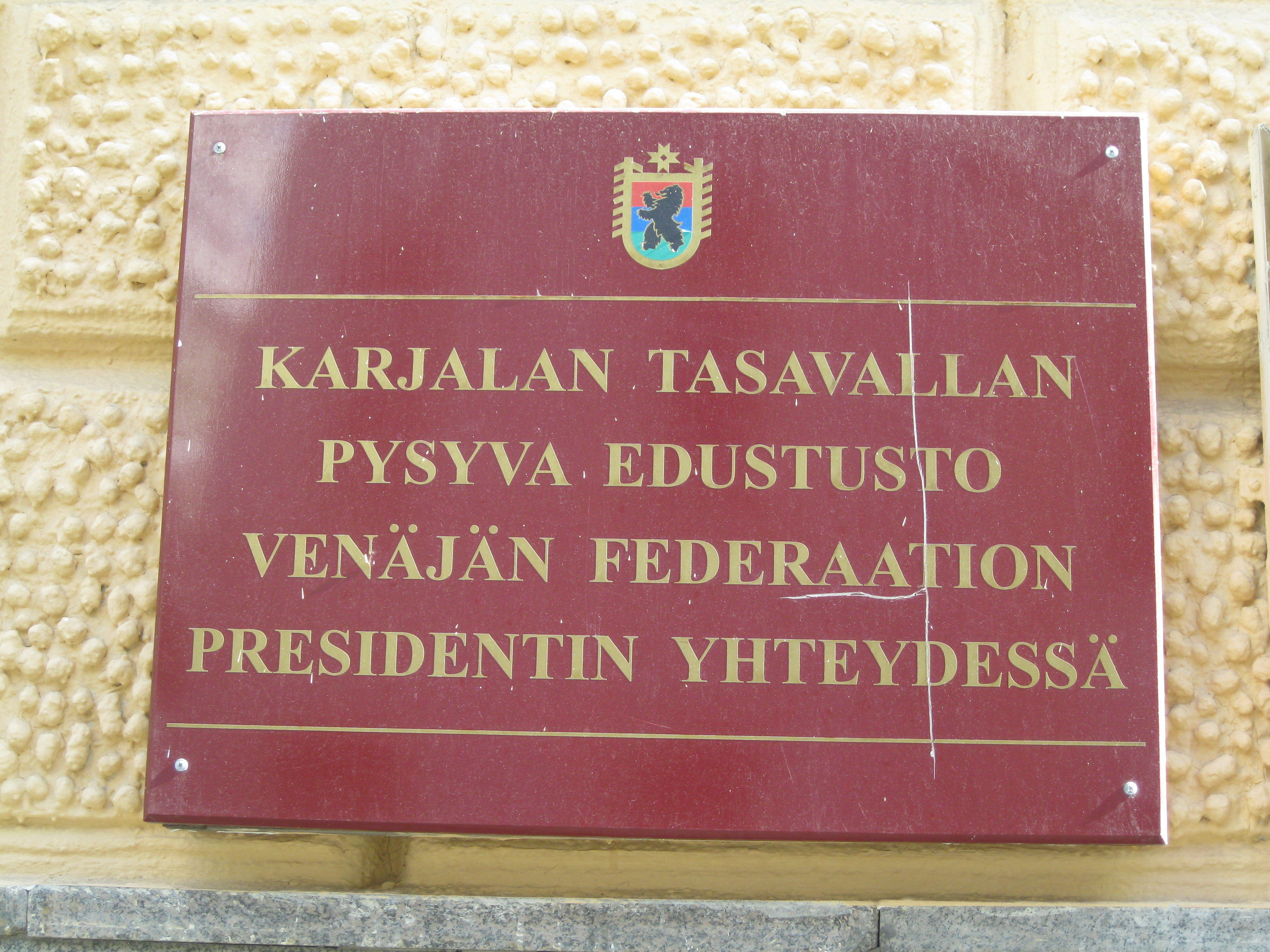
Табличка Постоянного представительства республики Карелия при Президенте РФ в Москве на финском языке

Часть российских финнов составляют ингерманландцы, предки которых были переселены в XVII веке на территорию современной Ленинградской области. Этнические финны живут также в Карелии. В России, по данным переписи 2010 года, финским языком владеет 38 873 человека.

### Социолингвистические сведения

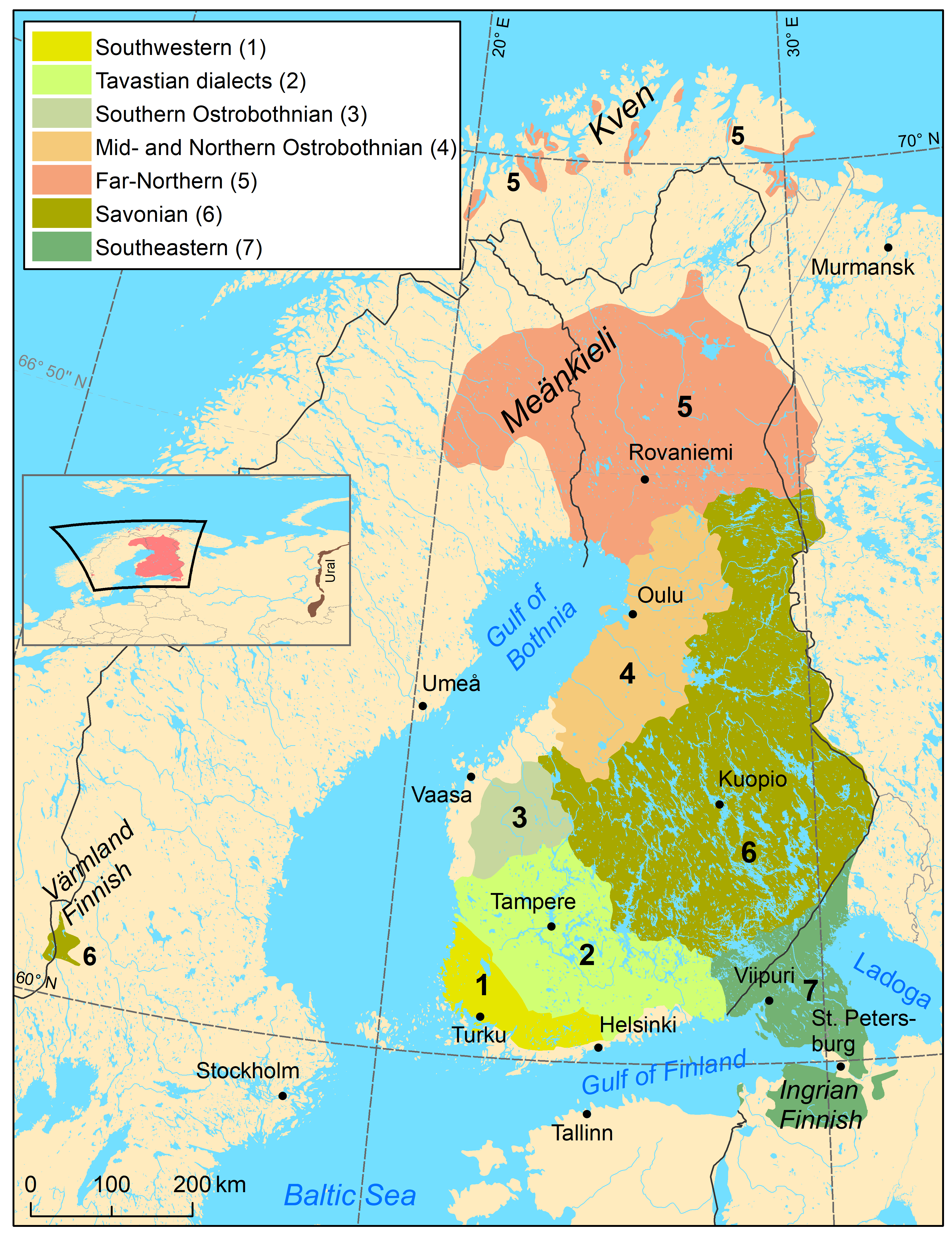
Традиционные территории диалектов финского языка до Первой мировой войны

Финский язык, помимо территориальных диалектов, существует в виде двух распространённых на всей территории страны социальных разновидностей: литературного стандарта (yleiskieli) и разговорного варианта (puhekieli), достаточно сильно различающихся на всех языковых уровнях. Использование литературного языка ограничено формальными ситуациями общения; он употребляется официальными средствами массовой информации, политиками, в значительной части в системе образования и деловой коммуникации. Частью литературного стандарта является регламентированная письменная речь (kirjakieli). Разговорный финский язык, кроме бытовой коммуникации, широко используется в теле- и радиовещании, в качестве устного средства коммуникации на рабочих местах. Разговорный финский в ситуациях устного межличностного общения естественным образом конкурирует с территориальными диалектами и может образовать гибридные диалектно-разговорные формы.

#### Разговорный и литературный финский язык
Разговорный финский восходит к ранним формам городской финской речи, распространённой в культурных и политических центрах. С одной стороны, он отличается от диалектной речи, с другой стороны — от литературного языка, который представляет собой результат целенаправленного языкового планирования и в котором закрепилась лексика и грамматические модели, исчезнувшие из разговорных разновидностей языка (обязательные притяжательные суффиксы, сложные синтаксические обороты левого ветвления, трудные для восприятия на слух и речепроизводства). В разговорной речи масштабному упрощению подвергаются наиболее частотные единицы словаря (местоимения, числительные, формы употребительных глаголов). Достаточно большой контраст между устно-разговорной и книжно-литературной речью является причиной широкого обсуждения в финском обществе вопросов литературной нормы, арбитром в котором обычно выступает Институт исконных языков Финляндии (фин. Kotimaisten kielten keskus, KOTUS).
| Литературный язык  | Разговорный язык | Значение                                                                                            |
| he menevät         | ne menee         | «они уходят» (утрата различий по одушевлённости и числу)                                            |
| onko teillä        | onks teil(lä)    | «У вас есть?» (апокопа)                                                                             |
| (me) emme sano     | me ei sanota     | «мы не говорим» или «мы не скажем» (замена множественного числа первого лица пассивом)              |
| (minun) kirjani    | mun kirja        | «моя книга» (неиспользование притяжательного суффикса)                                              |
| kuusikymmentäviisi | kuuskyt(ä)viis   | «шестьдесят пять» (стяженные формы числительных)                                                    |
| minä tulen         | mä tuun          | «Я иду» или «пойду» (стяжение местоимений, полная ассимиляция гласных и диереза в глагольной форме) |
| punainen           | punane(n)        | «красный» (переход дифтонгов в простые гласные)                                                     |
| korjannee          | kai korjaa       | «возможно, исправит» (отсутствие потенциалиса)                                                      |
| hyvää huomenta     | huomenta         | «доброе утро» (сокращение фразем и устойчивых выражений)                                            |

Бытующий в основном в письменной речи литературный язык оказывает несомненное влияние на разговорную речь, отчасти потому что уровень грамотности населения был традиционно высок (причём ещё в XIX веке), а современные финны — большие любители чтения. Нередко можно встретить человека, который в обиходных ситуациях изъясняется «по-книжному» (puhuu kirjakieltä), хотя обычно использование литературных форм речи маркировано и ассоциируется с демонстрацией учёности, торжественностью ситуации, установкой на сарказм или иронию (сходный эффект производит насыщенная латинизмами английская речь или русская речь со вкраплениями цитат из текстов 18—19 веков). Книжная грамматика, тем не менее, в широком ходу на телевидении и в радиопередачах для рафинированной публики, что приводит к закреплению литературных форм в разговорной речи.

## История
Считается, что современные прибалтийско-финские языки произошли от праприбалтийско-финского языка, от которого в 1500—1000 до н. э. отделился прасаамский язык. Он имел три диалекта: северный, южный и восточный. Позднее, около I столетия, прибалтийско-финские языки разъединились, но сохранили влияние друг на друга. Восточно-финские диалекты, как и карельский, ижорский и вепсский языки, произошли от восточного диалекта праприбалтийско-финского языка и имеют общие особенности. Эстонский язык больше повлиял на юго-западные диалекты. Ингерманландский финский язык относится к восточным диалектам финского языка. Традиционно в нём выделялись говоры: эвремейский, савакотский, курголовский финский диалект, подвергшийся влиянию водского и ижорского языков.
В истории собственно финского языка выделяются следующие периоды:
1. ранний, дописьменный (до 40-х годов XVI в.);
2. старофинский (1540—1820 гг.);
3. ранний новофинский (1820—1870 гг.);
4. современный финский (с 1870 г. по настоящее время)[12].

Лишь средневековые документы на латинском и шведском языках (начиная с XIII в.) сохранили довольно значительное количество отдельных финских слов — в основном, имён собственных и отрывочных выражений. 
Первым письменным памятником финского языка считается первая напечатанная (около 1543 г.) на нём книга — букварь М. Агриколы. Он же является одним из наиболее значимых создателей первого литературной формы финского языка для перевода на неё библейских текстов (во многом под влиянием Реформации, осуществляемой Мартином Лютером) — в основном, на западном и юго-западном диалектах тогдашнего финского языка. В частности, создавая литературный финский язык, в области морфологии и лексики Агрикола ввёл, например, следующие нововведения: личные местоимения me, te, he вместо mö, tö, hö «мы, вы, они», дифтонг ei в некоторых грамматических формах (например, synneistä «из грехов»), многочисленные неологизмы, то есть слова, которых в финском языке ранее не существовало — как собственного изобретения, так и заимствованные напрямую из других языков (esikuva «образец», isänmaa «родина», enkeli «ангел» и др.; многие из них до сих пор употребляется современными финнами) — потому что их не хватало для осуществления переводов. Как отмечают исследователи, некоторые черты литературной формы, созданной Агриколой, были свойственны скорее немецкому языку или латыни (которыми Агрикола также владел), нежели финскому, поэтому можно говорить, что литературная форма финского языка создавалась под влиянием их грамматики; в современном языке, например, ещё со времён Агриколы глагол pitää «держать» используется в значении долженствования, являясь вспомогательным глаголом: Polkupyörä pitää korjata «Велосипед нужно починить» вместо Polkupyörä on korjattava.

## Письменность
Финская письменность основана на базовой латинице, дополненной буквами с диакритиками ö и ä для передних гласных. Эта графика почти безупречно передаёт фонемный состав слов; правила чтения просты и основываются на однозначных соответствиях звуков и букв, что позволяет освоить чтение в короткие сроки. По мере расширения круга заимствований увеличивается число слов, в которых используются буквы для несвойственных финскому фонем: b, f, z. Кроме того, иностранные слова на первых порах обычно заимствуются в том виде, в каком они пишутся в оригинале: в итоге в финском тексте могут встретиться буквы c, q, w, x, å, š, ž и др. При дальнейшем освоении заимствованные слова (за исключением имён собственных) часто получают адаптированное написание.
Особую судьбу в финском языке имеет звук, обозначаемый буквой d. Озвончение и ослабление согласного t в определённых позициях привело к появлению в финском языке звонкого фрикативного согласного [ð], который в XVI веке записывался как dh. В дальнейшем его стали записывать как d (звука [d] в финском языке не было, в старых заимствованиях он перешёл в t: tohtori, akateemia, krokotiili). Позднее вместо звука [ð] стали произносить различные звуки в зависимости от диалекта: l, r, j, t, d или нуль звука. Звучание [d] встречалось лишь в немногих диалектах, однако затем двуязычные люди (говорившие на финском и шведском языках) установили это произношение в качестве нормы (под влиянием написания), и эта норма стала постепенно распространяться. В настоящее время в нормативном финском языке звук [d] присутствует как в исконных словах (только в середине слов: veden, syödä и т. д.), так и в заимствованиях (deodorantti, direktiivi и т. д.), однако до сих пор можно услышать различные диалектные звучания. Некоторые диалекты (в том числе квенский диалект/язык в Норвегии) сохранили старое звучание [ð]. Текст «Калевалы» был записан на диалекте с нулём звука на месте d, однако заголовки рун (порядковые номера, набранные прописью) написаны на стандартном финском языке с d.
Буква g в исконно финских словах встречается лишь в сочетании ng, обозначающем звук [ŋː] (долгий заднеязычный носовой), однако в заимствованиях употребляется для обозначения звука [ɡ].
- Современный финский алфавит[14]:

| A a | B b       | C c       | D d | E e | F f | G g | H h |
| I i | J j       | K k       | L l | M m | N n | O o | P p |
| Q q | R r       | S s (Š š) | T t | U u | V v | W w | X x |
| Y y | Z z (Ž ž) | Å å       | Ä ä | Ö ö |     |     |     |

## Лингвистическая характеристика

### Фонетика и фонология
В финском языке 8 гласных и 17 согласных фонем, из которых 4 (g, b, f, ʃ) встречаются исключительно в заимствованиях. Таким образом, финский входит в число языков с относительно малым набором согласных и широким репертуаром гласных. Коэффициент соотношения гласных и согласных (consonant-vowel ratio) относительно низкий.

#### Гласные

Финские гласные

В системе финских гласных 8 кратких фонем /a/, /o/, /u/, /i/, /e/, /æ/ (графически — ä), /ø/ (графически — ö), /y/, которым противопоставлены по длительности 8 долгих: aa, oo, uu, ii, ee, ää, öö, yy. Долгая гласная по длительности при произношении примерно в два или три раза дольше краткой. Фонологически значимыми признаками являются ряд, подъём, долгота и огублённость. Редукция гласных отсутствует.
|                  | Переднего ряда | Переднего ряда | Заднего ряда | Заднего ряда |
| Неогубленные     | Огублённые     | Неогублённые   | Огублённые   |              |
| ---------------- | -------------- | -------------- | ------------ | ------------ |
| Верхнего подъёма | [i]            | [y]            |              | [u]          |
| Среднего подъёма | [e̞]            | [ø̞]            |              | [o̞]          |
| Нижнего подъёма  | [æ]            |                | [ɑ̝]          |              |

Кроме того, в финском существует 18 дифтонгов: три восходящих (ie, uo, yö) и 15 нисходящих (ai, äi, oi, öi, ui, yi, ei, au, ou, eu, iu, äy, öy, ey, iy). Дифтонги ey и iy встречаются довольно редко.

#### Согласные
|               | Губные | Губные | Переднеязычные | Переднеязычные | Палатальные | Палатальные | Велярные | Велярные | Глоттальные | Глоттальные |
| ------------- | ------ | ------ | -------------- | -------------- | ----------- | ----------- | -------- | -------- | ----------- | ----------- |
| Носовые       | m      | m      | n              | n              |             |             | ŋ        | ŋ        |             |             |
| Взрывные      | p      | (b)    | t̪              | d              |             |             | k        | (ɡ)      |             |             |
| Фрикативные   | (f)    | (f)    | s̠              | s̠              | (ʃ)         | (ʃ)         |          |          | h           | h           |
| Аппроксиманты | ʋ      | ʋ      | l              | l              | j           | j           |          |          |             |             |
| Дрожащие      |        |        | r              | r              |             |             |          |          |             |             |

#### Ритмика слова и просодия
Ударение в финских словах всегда падает на первый слог. Ритмическая структура слова хореическая (сильным, несущим основное или вспомогательные ударения, является нечётный слог). Репертуар интонаций бедный, доминируют нисходящие структуры со слабой коммуникативной нагрузкой.

#### Гармония гласных

Система финской гармонии гласных: на синем фоне гласные переднего ряда, жёлтом — заднего, зелёном — нейтральные

Одним из важнейших правил финской фонологии является гармония гласных (фин. vokaalisointu). Гласные делятся по месту артикуляции на гласные переднего ряда ä, ö, y, e, i и заднего ряда a, o, u. Гласные e и i при этом считаются нейтральными, что означает, что они могут выступать в одном слове как с гласными переднего, так и заднего ряда. Другие гласные переднего ряда ä, ö и y не могут находиться в одном слове с гласными заднего ряда (исключениями являются заимствования и некоторые местоимения). При этом, если слово является сложным или содержит некоторые приставки (например, epä-), то гармония соблюдается в пределах только одной части, например, isänmaa («родина»), epäaito («неестественный»).
Окончания и суффиксы, содержащие не гласные e или i, из-за сингармонизма всегда выступают в двух вариантах, например, окончание инессива имеет два варианта -ssa и -ssä, ср.:
- talo («дом») — talossa («в доме»);
- metsä («лес») — metsässä («в лесу»).

### Морфология
Финский язык относится к синтетическим языкам и занимает промежуточное положение между агглютинативными и флективными языками: чертами агглютинации являются тенденция к моносемантичности (однозначности) аффиксов, к образованию протяжённых многоморфемных слов и словоформ (auto-lla-ni «на моей машине») и относительное единообразие устройства морфологических парадигм (в основном, имён; в меньшей степени — глаголов), а флективность проявляется в обилии переходных чередований на стыках морфем и внутри корня.

#### Чередования ступеней согласных
В финском языке в последнем слоге слова происходят чередования ступеней согласных в зависимости от того, закрывается слог или открывается. Чередованиям подвергаются буквы K, P, T, а также некоторые сочетания с этими буквами. Чередования бывают прямыми (как указано в таблице) и обратными (если читать таблицу справа налево).
Прямые чередования происходят:
- в именах, оканчивающихся на одиночные a/ä, o/ö, u/y, i, во всех падежах кроме партитива, иллатива, эссива и коммитатива;
- в словообразовании при помощи закрывающих слог суффиксов -sti, -mpi и других;
- в первом и втором лице глаголов I типа, а также в образованных от них пассивных формах, пассивных причастиях и повелительного наклонения 2-го лица.

Обратные чередования происходят:
- в ряде групп имён (смотри дальше) во всех падежах, кроме партитива;
- во всех лицах глаголов III, IV и VI типов, а также в образованном от них повелительном наклонении 2-го лица.

В таблице представлены все чередования ступеней согласных в финском языке:
| Сильная ступень        | Слабая ступень |
| Общие случаи           | Общие случаи   |
| ---------------------- | -------------- |
| K                      | -              |
| P                      | V              |
| T                      | D              |
| KK                     | K              |
| PP                     | P              |
| TT                     | T              |
| LT                     | LL             |
| NT                     | NN             |
| RT                     | RR             |
| MP                     | MM             |
| NK                     | NG             |
| Особые случаи          |                |
| HKE                    | HJE            |
| LKE                    | LJE            |
| RKE                    | RJE            |
| UKU YKY                | UVU YVY        |
| Нечередуемые сочетания |                |
| SK                     |                |
| ST                     |                |
| TK                     |                |

Кроме вышеописанных чередований, в финском языке может происходить переход i -> j, если i оказывается между двумя гласными. Такой переход часто происходит либо после прямого чередования «k -> -» (например: poika — pojat; aika — ajalla), либо при образовании партитива множественного числа (например: talo, taloissa, но taloja).

### Именная морфология

##### Падежная система
В финском языке выделяют 14—16 падежей, образование которых происходит путём прибавления стандартных падежных окончаний (тип склонения у всех имён один). Обширный список падежей обусловлен большим количеством локативных значений, выражаемых с помощью окончаний. Некоторые падежные формы непродуктивны, то есть могут присоединяться к ограниченному кругу лексем и находятся на пути адвербиализации (пролатив, инструктив). Ниже перечислены 14 падежных окончаний: на примере слова koira («собака»).
| Падеж          | Окончание ед. ч.                                              | Окончание мн. ч.              | Пример употребления | Смысл                                                |
| Грамматические | Грамматические                                                | Грамматические                | Грамматические      |                                                      |
| -------------- | ------------------------------------------------------------- | ----------------------------- | ------------------- | ---------------------------------------------------- |
| Номинатив      | -                                                             | -t                            | koira/koirat        | «собака/собаки»                                      |
| Генитив        | -n                                                            | -en, -den (-tten), -ten       | koiran/koirien      | «собачья (кость), собак (свора)»                     |
| Партитив       | -a(-ä), -ta (-tä), -tta (-ttä)                                | -a(-ä), -ta (-tä)             | koiraa/koiria       | «несколько собак, нет собаки/много собак, нет собак» |
| Состояния      |                                                               |                               |                     |                                                      |
| Эссив          | -na (-nä)                                                     | -na (-nä)                     | koirana/koirina     | «(быть) собакой/собаками»                            |
| Транслатив     | -ksi                                                          | -ksi                          | koiraksi/koiriksi   | «(стать) собакой/собаками»                           |
| Внутриместные  |                                                               |                               |                     |                                                      |
| Инессив        | -ssa (-ssä)                                                   | -ssa (-ssä)                   | koirassa/koirissa   | «в собаке/в собаках»                                 |
| Элатив         | -sta (-stä)                                                   | -sta (-stä)                   | koirasta/koirista   | «о собаке/собаках, из собаки/собак»                  |
| Иллатив        | удлинение гласного + n; h + предшествующий гласный + n; -seen | -in; -hin; -siin              | koiraan/koiriin     | «в собаку/собак»                                     |
| Внешнеместные  |                                                               |                               |                     |                                                      |
| Адессив        | -lla (-llä)                                                   | -lla (-llä)                   | koiralla/koirilla   | «у собаки/собак, на собаке/собаках»                  |
| Аблатив        | -lta (-ltä)                                                   | -lta (-ltä)                   | koiralta/koirilta   | «от собаки/собак»                                    |
| Аллатив        | -lle                                                          | -lle                          | koiralle/koirille   | «к собаке/собакам, для собаки/собак»                 |
| Второстепенные |                                                               |                               |                     |                                                      |
| Абессив        | -tta (-ttä)                                                   | -tta (-ttä)                   | koiratta/koiritta   | «без собаки/собак»                                   |
| Комитатив      | —                                                             | -ine + притяжательный суффикс | koirinemme          | «с нашими собаками/с нашей собакой»                  |
| Инструктив     | -n                                                            | -n                            | koirin              | «собакой, собаками (чем?)»                           |

- Формы аккузатива имеют особые окончания только в парадигмах местоимений, а в парадигмах имён омонимичны номинативу (так наз. «аккузатив без окончания», например, Osta auto «Купи автомобиль») или генитиву (например, Poika kaatoi karhun «Юноша убил медведя»). Средствами падежной системы передаются и некоторые аспектуальные и темпоральные различия. Объект, выраженный аккузативом, обозначает завершённость действия в прошлом или результативное будущее, тогда как партитивный объект указывает на незаконченность действия в прошлом или процессное настоящее, например[27]:
  - Söin omena-a «ел яблоко» (партитив) vs. söin omena-n «съел яблоко» (аккузатив);
  - Syön omena-a «ем яблоко» (партитив) vs. syön omena-n «съем яблоко» (аккузатив).
- Абессив от стандартных имён существительных употребляется редко (например, hatu-tta «без шапки», maksutta «без оплаты») и обычно заменяется предлогом ilman «без» с партитивом (напр., ilman hattua), однако часто образуется от одной из гибридных глагольно-именных форм («третьего инфинитива»): unohtamatta «не забыв», lukitsematta «не закрыв».
- Инструктив множественного числа используется со значением единственного (например, paljain päin «с непокрытой головой», дословно: «с непокрытыми головами»). Эти формы часто встречаются в поговорках и устойчивых выражениях, например ystävällisin terveisin «c дружеским приветом». Инструктив единственного числа используется крайне редко[28].
- Финскому комитативу может соответствовать генитив с послелогом kanssa (ср.: herra koirineen и herra koiransa/koiriensa kanssa «господин со своей собакой / со своими собаками»). Комитатив в финском языке используется только во множественном числе[28].
- В последнее время наблюдается склонность к пробуждению продуктивности древнего, почти вышедшего из употребления падежа пролатива (напр. faksitse «по факсу», sähköpostitse «по электронной почте»).
- Иногда в состав падежей финского языка попадают и некоторые другие падежи; к таковым относится, например, эксессив — почти полностью вышедший из употребления и имевший диалектное распространение падеж со значением выхода из какого-нибудь состояния: tärähtänee-ntä terveeksi «от безумия к здравому рассудку».

##### Основы имён
Важным понятием финского языка является основа слова. Именно к ней присоединяются падежные и притяжательные суффиксы, однако основы слов часто не совпадают с их словарной формой и их нужно уметь определять. Ниже в таблице приведены основы финских имён в зависимости от их словарной формы, основа партитива и примеры слова в словарной форме (номинативе), партитиве, инессиве и иллативе.
| Концовка слова                          | Основа                                                    | Основа партитива              | Пример                                                                                            |
| Гласные                                 | Гласные                                                   | Гласные                       | Гласные                                                                                           |
| --------------------------------------- | --------------------------------------------------------- | ----------------------------- | ------------------------------------------------------------------------------------------------- |
| a/ä, o/ö u/y i (заимств.)               | Совпадает со словарной формой возможны прямые чередования | Совпадает со словарной формой | Pelto — peltoa — pellossa — peltoon Hissi — hissiä — hississä — hissiin                           |
| Финские ki, mi, pi ti, vi               | i -> e возможны прямые чередования                        | i -> e                        | Joki — jokea — joessa — jokeen Ovi — ovea — ovessa — oveen                                        |
| Финские hi, li ni, ri                   | i -> e                                                    | i -> -                        | Meri — merta — meressä — mereen Tuli — tulta — tulessa — tuleen                                   |
| Финские si                              | si -> de/te                                               | si -> t                       | Vesi — vettä — vedessä — veteen Länsi — länttä — lännessä — länteen                               |
| e                                       | e -> ee возможны обратные чередования                     | e -> et                       | Huone — huonetta — huoneessa — huoneeseen Lähde — lähdettä — lähteessä — lähteeseen               |
| Согласные                               |                                                           |                               |                                                                                                   |
| l, r                                    | l, r + e возможны обратные чередования                    | Совпадает со словарной формой | Sävel — säveltä — sävelessä — säveleen Tytär — tytärtä — tyttäressä — tyttäreen                   |
| an, in, on                              | n -> ma/mä,me возможны обратные чередования               | Совпадает со словарной формой | Hapan — hapanta — happamassa — happamaan Puhelin — puhelinta — puhelimessa — puhelimeen           |
| men, sen                                | men, sen + e                                              | Совпадает со словарной формой | Siemen — siementä — siemenessä — siemeneen Jäsen — jäsentä — jäsenessä — jäseneen                 |
| nen                                     | nen -> se                                                 | nen -> s                      | Nainen — naista — naisessa — naiseen Iloinen — iloista — iloisessa — iloiseen                     |
| as, is                                  | as/is -> aa/ii возможны обратные чередования              | Совпадает со словарной формой | Tehdas — tehdasta — tehtaassa — tehtaaseen Kallis — kallista — kalliissa — kalliiseen             |
| es, os us (отглагольные)                | s -> kse                                                  | Совпадает со словарной формой | Leivos — leivosta — leivoksessa — leivokseen Rakennus — rakennusta — rakennuksessa — rakennukseen |
| us (отымённые) uus/yys                  | s -> de/te                                                | s -> t                        | Rakkaus — rakkautta — rakkaudessa — rakkauteen Syvyys — syvyyttä — syvyydessä — syvyyteen         |
| nut/nyt, lut/lyt rut/ryt, sut/syt       | yt -> ee                                                  | Совпадает со словарной формой | Väsynyt — väsynyttä — väsyneessä — väsyneeseen Kuullut — kuullutta — kuulleessa — kuulleeseen     |
| t                                       | t -> e                                                    | Совпадает со словарной формой | Olut — olutta — oluessa — olueen Lyhyt — lyhyttä — lyhyessä — lyhyeen                             |
| Прочие согласные (прямые заимствования) | согласная + i                                             | согласная + i                 | Pub — pubia — pubissa — pubiin Novgorod — Novgorodia — Novgorodissa — Novgorodiin                 |

##### Множественное число
Множественное число финского номинатива образуется при помощи окончания -t, прибавляемого к основе имени (в именах с прямыми чередованиями — к слабой основе). В остальных падежах множественное число образуется при помощи показателя i, который ставится между основой имени и падежным окончанием.
В зависимости от основы имени, показатель i присоединяется по-разному:
- основа оканчивается на одиночную o, ö, u, y — показатель i прибавляется к последней букве основы: talossa (в доме) — taloissa (в домах)
- основа оканчивается на одиночную ä, e — показатель i замещает последнюю букву основы: järvessä (в озере) — järvissä (в озёрах)
- основа оканчивается на одиночную i — используется показатель ei: hotellissa (в отеле) — hotelleissa (в отелях)
- основа оканчивается на одиночную a — показатель i может как прибавляться к последней букве (с заменой a -> o), так и замещать её: koiralla (у собаки) — koirilla (у собак), ravintolassa (в ресторане) — ravintoloissa (в ресторанах).
- основа оканчивается на долгую гласную — показатель i замещает последнюю букву основы: perheessä (в семье) — perheissä (в семьях)
- основа оканчивается на дифтонг — показатель i прибавляется к последней букве дифтонга, при этом первая буква исчезает: työssä (на работе) — töissä (на работах).
- в словах на -si возвращается si, а в словах на -uus/-yys появляется суффикс -ksi-: uudessa asunnossa (в новой квартире) — uusissa asunnoissa (в новых квартирах), nähtävyydellä (у достопримечательности) — nähtävyyksillä (у достопримечательностей).

Некоторые особенности в образовании множественного числа имеют падежи партитив, генитив и иллатив.

##### Притяжательные суффиксы
Одним из способов показать принадлежность какого-либо предмета кому-либо, кроме местоимений, в финском языке являются притяжательные суффиксы.
В таблице ниже указаны притяжательные суффиксы в зависимости от местоимения:
| Местоимение        | Суффикс            | Местоимение         | Суффикс             |
| Единственное число | Единственное число | Множественное число | Множественное число |
| ------------------ | ------------------ | ------------------- | ------------------- |
| Minä               | -ni                | Me                  | -mme                |
| Sinä               | -si                | Te                  | -nne                |
| Hän                | -nsa/nsä           | He                  | -nsa/nsä            |

Суффиксы могут присоединяться как непосредственно к основе слова, так и после падежного окончания. У слов с прямым чередованием, при непосредственном присоединении к основе, суффиксы всегда присоединяются к сильной основе, а при присоединении к падежным окончаниям, требуемая основа определяется падежом: pelto — peltoni — pellollani (поле — моё поле — в моём поле).
В словосочетаниях суффикс присоединяется только к существительному: uusi talo — uusi talosi (новый дом — твой новый дом).
Притяжательные суффиксы замещают собой окончания генитива, множественного номинатива, аккузатива и последнюю букву иллатива, при этом у слов с прямым чередованием в указанных выше падежах основа меняется со слабой на сильную (кроме иллатива, так как он в любом случае требует сильную основу в указанных словах).
При присоединении притяжательного суффикса к существительному в транслативе падежное окончание меняется с -ksi на -kse: Hän tuli minun ystäväkseni (Он стал моим другом).
Суффикс третьего лица -nsa/nsä, присоединяемый к падежным окончаниям, заканчивающимся на гласную, для удобства меняет свою форму на -an/än или -en: piha — pihallaan — pihalleen (двор — в его дворе — в его двор).
В отдельных грамматических случаях притяжательный суффикс может присоединяться к некоторым причастиям, инфинитивам и даже послелогам (luokse «к» — luoksesi «к тебе»).

##### Степени сравнения прилагательных и наречий
Прилагательные в финском языке, кроме положительной степени (словарной формы) имеют ещё три степени сравнения: сравнительную, превосходную и абсолютную превосходную.
Прилагательные в сравнительной степени показывают различия между двумя объектами, которые они видоизменяют. Сравнительная степень образуется при помощи суффикса -mpi, присоединяемого к основе слова, при этом последняя гласная a/ä меняется на e: vanha — vanhempi (старый — старее, более старый).
Прилагательные в превосходной степени описывают объект, которому присуща высшая или низшая степень качества. Превосходная степень образуется при помощи суффикса -in, присоединяемого к основе слова; правила присоединения суффикса почти совпадают с правилами присоединения показателя i множественного числа: vanha — vanhin (старый — самый старый).
Абсолютная превосходная степень образуется при помощи сложного составного суффикса -immillaan/immillään по тем же правилам, что и превосходная степень. Такие прилагательные обычно не склоняются.
Прилагательные в сравнительной и превосходной степенях согласуются с существительными в числе и падеже. Основы прилагательных в сравнительной степени — mpi -> mma(mmä)/mpa(mpä), а в превосходной — in -> imma(immä)/impa(impä): vanhassa talossa (в старом доме) — vanhemmassa talossa (в более старом доме) — vanhimmassa talossa (в самом старом доме).

### Наречие
Наречия в финском языке, как правило, образуются от прилагательных при помощи суффикса -sti, присоединяемого к основе слова: kaunis — kauniisti. В сравнительной и превосходной степенях сравнения наречий суффикс -sti меняется на -mmin и -immin, соответственно: kauniisti — kauniimmin — kauneimmin.

### Местоимения
В финском языке существует большое число местоимений, которые можно разделить на следующие категории:
- личные местоимения: minä (я), sinä (ты), hän (он, она), me (мы), te (вы), he (они);
- указательные местоимения: tämä/nämä (этот/эти, конкретное указание), tuo/nuo (тот/те, конкретное указание), se/ne (это/эти, тот/те, конкретное указание);
- относительные местоимения: joka (который), mikä (что), kuka (кто);
- вопросительные местоимения: mikä? (что?), kuka? (кто?), kumpi? (кто/какой из двух?);
- неопределённые местоимения: jokainen (всякий, каждый), joku (кто-то), jokin (что-то), jompikumpi (какой-то из двух) и другие;
- возвратные местоимения: itse (сам).

Все эти местоимения склоняются, причём основы многих из них нужно запоминать; личные местоимения, в отличие от имён, имеют отдельную форму падежа аккузатив: minut, sinut и т. д.
В финском языке, в отличие от многих европейских языков, отдельно не выделяется категория притяжательных местоимений — вместо них используется личное местоимение в падеже генитив. Местоимение, стоящее в генитиве, в дальнейшем не склоняется, а к существительному добавляется притяжательный суффикс: minun autoni (моя машина) — minun autossani (в моей машине).

### Числительные
Основные два вида числительных в финском языке — количественные и порядковые. Количественные числительные показывают количество предметов, а порядковые — порядок предмета при счёте.

##### Количественные числительные
Ниже в таблице приведены числительные от 0 до 10, их партитивные формы и их основы для других падежей:
|    | Словарная форма | Форма партитива | Основа        |
| -- | --------------- | --------------- | ------------- |
| 0  | Nolla           | Nollaa          | Nolla-        |
| 1  | Yksi            | Yhtä            | Yhde-/yhte-   |
| 2  | Kaksi           | Kahta           | Kahde-/kahte- |
| 3  | Kolme           | Kolmea          | Kolme-        |
| 4  | Neljä           | Neljää          | Neljä-        |
| 5  | Viisi           | Viittä          | Viide-/viite- |
| 6  | Kuusi           | Kuutta          | Kuude-/kuute- |
| 7  | Seitsemän       | Seitsemää       | Seitsemä-     |
| 8  | Kahdeksan       | Kahdeksaa       | Kahdeksa-     |
| 9  | Yhdeksän        | Yhdeksää        | Yhdeksä-      |
| 10 | Kymmenen        | Kymmentä        | Kymmene-      |

- Числительные от 11 до 19 образуются от числительных 1—9 добавлением суффикса -toista (от toista kymmentä — второго десятка): yksitoista, kaksitoista, …, yhdeksäntoista. При склонении таких числительных суффикс -toista не склоняется: Tutustuin kahteentoista ihmiseen (Познакомился с двенадцатью людьми)[45].
- Десятки 20, 30, …, 90 образуются от числительных 2—9 добавлением слова kymmentä, фактически являющимся формой партитива числительного «десять»: kaksikymmentä, kolmekymmentä, …, yhdeksänkymmentä. При склонении таких числительных склоняются обе части: kolmellakymmenellä ihmisella (у тридцати людей)[45].
- Составные числительные в пределах десятка (например, 31, 45) образуются добавлением числительных 1—9 к соответствующему числительному десятка: 31 = kolmekymmentäyksi, 45 = neljäkymmentäviisi, 99 = yhdeksänkymmentäyhdeksän. При склонении таких числительных склоняются все части. Устаревший вариант — по числу единиц и порядковому номеру десятка: 31 = yksineljättä, 45 = viisiviidettä, 99 = yhdeksänkymmenettä[45].
- Числительное 100 по-фински будет sata (основа — sada-/sata-); остальные сотни образуются от числительных 2—9 добавлением слова sataa: kaksisataa … yhdeksänsataa. При склонении таких числительных также склоняются все части[46].
- Числительное 1000 по-фински будет tuhat (основа — tuhanne-/tuhante-); остальные тысячи образуются от числительных 2—999 добавлением слова tuhatta: 2000 = kaksituhatta, 45000 = neljäkymmentäviisituhatta, 999999 = yhdeksänsataayhdeksänkymmentäyhdeksäntuhatta yhdeksänsataayhdeksänkymmentäyhdeksän. При склонении таких числительных склоняются все части[46].

При числительном в номинативе (кроме числительного 1), связанный с ним предмет всегда стоит в партитиве единственного числа: kaksi poikaa (два мальчика), neljä lautasta (четыре тарелки), 45 uutta taloa (45 новых домов).

##### Порядковые числительные
Порядковые числительные ensimmäinen (первый) и toinen (второй) являются исключениями и склоняются, как слова на -nen.
Остальные порядковые числительные образуются из соответствующих количественных добавлением к их основе (если основы две — к слабой основе) суффикса -s (числительное «третий» — исключение, оно по-фински звучит как kolmas). Так же как и у количественных числительных, суффикс -s не добавляется к несклоняемому суффиксу -toista (kahdestoista — двенадцатый), но добавляется ко всем частям составных числительных (123-й = sadaskahdeskymmeneskolmas).
Основы всех порядковых числительных (кроме «первый» и «второй») образуются одинаково: суффикс -s меняется на nne/nte в единственном числе, и на nsi — во множественном: Minä nousin neljännestä kerroksesta kuudenteen kerrokseen (Я поднялся с четвёртого этажа на шестой этаж); Kolmansissa kerroksissa on yleensä pimeää (На третьих этажах обычно темно). Партитив порядковых числительных образуется заменой суффикса -s на -tta/ttä: Tässä talossa ei ole kolmatta kerrosta (В этом доме нет третьего этажа). Если на письме порядковое число записано цифрами, то после числа ставится точка: 9. luokka (9-й класс).
В составных порядковых числительных, как и в количественных, склоняются все части слова, то есть меняются все суффиксы -s. Сложные составные числительные больше 1000 обычно не склоняются — перед такими числительными чаще всего ставят определяемое слово в нужном падеже, а само числительное превращается в количественное: vuonna 1984 (в 1984 году).

### Глагольная морфология
Глагольное словоизменение в финском языке отличается высокой степенью регулярности. Неправильных глаголов почти нет, и все глаголы чётко распределяются на шесть глагольных типов.
Финскому глаголу присущи грамматические категории лица, числа, наклонения, времени и залога. Существует также развитая система инфинитивов и причастий.

#### Настоящее время

##### Положительная форма
Личные окончания финских глаголов всегда одинаковы и не зависят от формы глагола:
| Местоимение        | Окончание                        | Местоимение         | Окончание           |
| Единственное число | Единственное число               | Множественное число | Множественное число |
| ------------------ | -------------------------------- | ------------------- | ------------------- |
| Minä               | -n                               | Me                  | -mme                |
| Sinä               | -t                               | Te                  | -tte                |
| Hän                | нет или повтор последней гласной | He                  | -vat/vät            |

Словарная форма глагола состоит из корня и показателя; чтобы образовать основу глагола, к которой затем присоединяется личное окончание, необходимо отбросить показатель и добавить суффикс. В зависимости от показателя и предшествующей буквы (показана в скобках при необходимости), а также добавляемого суффикса, все глаголы делятся на шесть типов:
| Тип | Показатель                          | Суффикс | Окончание 3л. ед.ч.                                       | Чередования                   | Пример (инфинитив — 1 лицо — 3 лицо)                         |
| --- | ----------------------------------- | ------- | --------------------------------------------------------- | ----------------------------- | ------------------------------------------------------------ |
| I   | -(V)a/ä V — гласная                 | нет     | повтор последней гласной                                  | Возможны прямые чередования   | Antaa — annan — antaa Puhua — puhun — puhuu                  |
| II  | -da/dä                              | нет     | нет                                                       | Нет                           | Juoda — juon — juo Voida — voin — voi                        |
| III | -la/lä, na/nä, ra/rä, (s)ta/tä      | -e      | повтор последней гласной                                  | Возможны обратные чередования | Jutella — juttelen — juttele Pestä — pesen — pese            |
| IV  | -(a/ä)ta/tä, (o/ö)ta/tä, (u/y)ta/tä | -a/ä    | нет ((a/ä)ta/tä) или повтор последней гласной (остальные) | Возможны обратные чередования | Pelätä — pelkään — pelkää Haluta — haluan — halua            |
| V   | -(i)ta/tä                           | -tse    | повтор последней гласной                                  | Нет                           | Valita — valitsen — valitsee Häiritä — häiritsen — häiritsee |
| VI  | -(e)ta/tä                           | -ne     | повтор последней гласной                                  | Возможны обратные чередования | Paeta — pakenen — pakenee Lämmetä — lämpenen — lämpenee      |

Среди глаголов II типа только глаголы tehdä («делать») и nähdä («видеть») склоняются по-особому, а среди глаголов IV—VI типов существует незначительное взаимное проникновение типов глаголов.

##### Вопросительная форма
Если задаётся конкретный вопрос с помощью вопросительного слова, личная форма глагола и последовательность слов сохраняются: Milloin sinä menet kauppaan? (Когда ты пойдёшь в магазин?). Когда необходимо задать общий вопрос, то глагол ставится на первое место, и к личной форме глагола добавляется вопросительная частица -ko/kö: Menetkö sinä kauppaan? (Ты пойдёшь в магазин?).

##### Отрицательная форма
Отрицательная форма глагола образуется с помощью отрицательной частицы ei, при этом личное глагольное окончание переходит на эту частицу, а смысловой глагол в отрицательных конструкциях находится в форме чистой основы (у глаголов I типа с чередованием — в форме слабой основы):
- Minä luen — minä en lue;
- Sinä syöt — sinä et syö;
- Hän ajattelee — hän ei ajattele;
- Me haluamme — me emme halua;
- Te valitsette — te ette valitse;
- He pakenevat — he eivät pakene.

#### Прошедшее время
В финском языке существует три формы прошедшего времени: имперфект, перфект и плюсквамперфект.
Имперфект, или прошедшее повествовательное время, используется когда:
- есть чёткое указание на момент времени в прошлом;
- указание последовательности действий в прошлом, следовавших одно за другим;
- нет сведений о том, завершилось ли действие;
- действие завершилось в прошлом, но не имеет эффект на настоящее время.

Перфект, или прошедшее повествовательное время, используется когда:
- нет чёткого указания на момент времени в прошлом;
- действие завершилось в прошлом, но его последствия видны в настоящем времени.

Плюсквамперфект чаще всего употребляется в предложениях с двумя действиями в прошлом, одно из которых завершилось до начала другого. В этом случае завершившееся действие ставится в плюсквамперфект, а второе действие — в имперфект.

##### Образование имперфекта
Имперфект в финском языке образуется синтетически, при помощи показателя i, помещаемого между основой глагола и личным окончанием. Присоединение показателя i имеет свои особенности в зависимости от типа глагола:
- I тип:
  - основа оканчивается на одиночную o, ö, u, y — показатель i прибавляется к последней букве основы: puhun (я говорю) — puhuin (я говорил), seisot (ты стоишь) — seisoit (ты стоял);
  - основа оканчивается на одиночную a (кроме двусложных глаголов), ä, e, i — показатель i замещает последнюю букву основы: luen (я читаю) — luin (я читал), matkustan (я путешествую) — matkustin (я путешествовал), etsin (я ищу) — etsin (я искал); в последнем случае формы настоящего времени и имперфекта совпадают;
  - глагол двусложный, в первом слоге a, основа оканчивается на одиночную a — показатель i прибавляется к последней букве основы с заменой a -> o: annan (я даю) — annoin (я дал), ajat (ты едешь) — ajoit (ты ехал);
  - если основа глагола оканчивается на lta/ltä, nta/ntä, rta, а также в исключениях tuntea «чувствовать, знать кого-то», huutaa «кричать», tietää «знать», pyytää «просить, ловить» и taitaa «уметь, мочь», окончание taa/tää меняется на si: tiedän (я знаю) — tiesin (я знал), käännät (ты переводишь) — käänsit (ты перевёл).
- II тип:
  - основа оканчивается на долгую гласную — показатель i замещает последнюю букву основы: saan (я получу) — sain (я получил), myyn (я продаю) — myin (я продал);
  - основа оканчивается на дифтонг — показатель i прибавляется к последней букве дифтонга, при этом первая буква исчезает: tuon (я принесу) — toin (я принёс), syöt (ты ешь) — söit (ты ел);
  - основа оканчивается на дифтонг на i — дифтонг остаётся без изменений: uin (я плаваю) — uin (я плавал), imuroit (ты пылесосишь) — imuroit (ты пылесосил); в этом случае формы настоящего времени и имперфекта совпадают.
- III, V и VI типы:
  - показатель i замещает последнюю букву основы (e): ajattelen (я думаю) — ajattelin (я думал), valitset (ты выбираешь) — valitsit (ты выбирал), pakenevat (они убегают) — pakenivat (они убегали).
- IV тип:
  - суффикс a/ä меняется на si: pelkään (я боюсь) — pelkäsin (я боялся), haluaa (он/она хочет) — halusi (он/она хотел(а)).

Показатель прошедшего времени i никогда не удваивается в третьем лице: hän lukee/ajattelee/valitsee/pakenee — hän luki/ajatteli/valitsi/pakeni.
Отрицательная форма имперфекта образуется при помощи отрицательной частицы ei в личной форме и активного причастия прошедшего времени в единственном или множественном числе (об образовании причастий рассказано в соответствующем разделе):
- luin — en lukenut;
- luit — et lukenut;
- luki — ei lukenut;
- luimme — emme lukeneet;
- luitte — ette lukeneet;
- lukivat — eivät lukeneet.

##### Образование перфекта и плюсквамперфекта
Перфект и плюсквамперфект в финском языке образуются аналитически при помощи вспомогательного глагола olla («быть») в личной форме настоящего времени (перфект) или имперфекта (плюсквамперфект) и активного причастия прошедшего времени. При образовании отрицательной формы перфекта или плюсквамперфекта, в отрицательную форму по правилам настоящего времени ли имперфекта ставится только вспомогательный глагол, причастие остаётся неизменным.
- Minä olen jo lukenut kirjan, mutta Antti ei ole vielä lukenut sitä (Я уже прочитал книгу, а Антти ещё не прочитал её);
- Kun minä palasin, ihminen oli jo mennyt pois (Когда я вернулся, человек уже ушёл).

#### Будущее время
Грамматического будущего времени в финском языке нет, поэтому для показания будущего времени применяют другие способы его выражения:
- употребление слов и выражений, явно указывающих на будущее время: Minä lähden huomenna (Я уезжаю завтра);
- указание с помощью контекста: Lomalla me matkustamme Saksaan (В отпуске мы поедем в Германию);
- употребление перфекта вместе с настоящим временем: Menemme kävelemään sen jälkeen kun olemme tehneet kotitehtävämme (Пойдём гулять после того, как сделаем домашние задания);
- использование аккузатива имени после глагола в настоящем времени (обычно используется партитив): Minä syön omenan (Я съем яблоко);
- есть некоторые иные способы указать, что речь идёт о будущем времени.

#### Пассивный залог
Пассивный залог в финском языке используется для указания действия, при этом деятель не называется. Пассивный залог используется в финском довольно часто и существует для всех четырёх финских времён.
Пассив настоящего времени образуется:
- у глаголов I типа — от слабой основы при помощи суффикса -taan/tään, при этом последняя буква основы a/ä переходит в e: antaa — annetaan, lukea — luetaan, katsoa — katsotaan;
- у остальных типов глаголов — при помощи суффикса -an/än, присоединяемого к словарной форме глагола: syödä — syödään, ajatella — ajatellaan, pelata — pelataan, valita — valitaan, paeta — paetaan.

Отрицательная форма пассива настоящего времени образуется при помощи отрицательной частицы ei, при этом у пассивных форм всех типов глаголов отбрасывается концовка -an/än: luetaan — ei lueta, syödään — ei syödä, pelataan — ei pelata: Kun syödään, ei jutella (Когда едят, не разговаривают).
Пассив имперфекта образуется:
- у глаголов I типа — от слабой основы при помощи суффикса -ttiin, при этом последняя буква основы a/ä переходит в e: antaa — annettiin, lukea — luettiin, katsoa — katsottiin;
- у глаголов II и III типов — заменой показателя типа на суффикс -tiin: syödä — syötiin, ajatella — ajateltiin;
- у глаголов IV—VI типов — заменой показателя типа на суффикс -ttiin: pelata — pelattiin, valita — valittiin, paeta — paettiin.

Отрицательная форма пассива имперфекта образуется при помощи отрицательной частицы ei и пассивного причастия прошедшего времени (об образовании причастий рассказано в соответствующем разделе): luettiin — ei luettu, syötiin — ei syöty, pelattiin — ei pelatty: Kun rakennettiin talo, ei koordinoitu mitään (Когда строили дом, ничего не согласовали).
Пассив перфекта и плюсквамперфекта образуется при помощи вспомогательного глагола olla (быть) в форме on (перфект) или oli (плюсквамперфект) и пассивного причастия прошедшего времени. При образовании отрицательной формы перфекта или плюсквамперфекта, в отрицательную форму по правилам настоящего времени ли имперфекта ставится только вспомогательный глагол, причастие остаётся неизменным. Применяются данные формы в тех же случаях, что и соответствующие формы в активном залоге: työ on tehty (работа сделана), Kun soitin hotelliin, kaikki huoneet oli jo varattu (Когда я позвонил в отель, все номера были уже забронированы).

#### Сослагательное наклонение
Сослагательное наклонение (кондиционал) используется для обозначения подлежащим желаемого или предполагаемого действия, а также при совете и для придания речи вежливости. В финском языке сослагательное наклонение имеет два времени (настоящее и перфект) и два залога (активный и пассивный).
Кондиционал настоящего времени активного залога образуется с помощью суффикса -isi, присоединяемого к основе глагола, за которым следует личное окончание глагола. Для глаголов I типа суффикс присоединяется к сильной основе, конечные буквы e и i основ замещаются суффиксом, присоединение суффикса к глаголам II типа происходит по правилам образования имперфекта, в третьем лице последняя i суффикса никогда не удваивается:
- Minä annan — minä antaisin (Я дал бы)
- Sinä syöt — sinä söisit (Ты поел бы)
- Hän ajattelee — hän ajattelisi (Он подумал бы)
- Me haluamme — me haluaisimme (Мы бы захотели)
- Te valitsette — te valitsisitte (Вы бы выбрали)
- He pakenevat — he pakenisivat (Они бы убежали).

Отрицательная форма кондиционала образуется с помощью отрицательной частицы ei в личной форме и формы кондиционала без окончания: Minä en antaisi (Я не дал бы), hän ei ajattelisi (Он бы не подумал).
Кондиционал в перфекте в основном используется для описания возможного развития событий в прошлом. Образуется такая форма при помощи глагола olla в форме потенциала и активного причастия прошедшего времени. При образовании отрицательной формы частица ei в личной форме ставится только перед вспомогательным глаголом, причастие остаётся неизменным. Так как в русском языке у условного наклонения грамматическое время определяется только из контекста, бывает сложно понять разницу между кондиционалом настоящего времени и перфекта:
- Minä auttaisin, jos minulla olisi aikaa (Я бы помог, если бы у меня было время) — «Знаю, что у меня точно не будет времени, и я не смогу помочь»;
- Minä olisin auttanut, jos minulla olisi ollut aikaa (Я бы помог, если бы у меня было время) — ситуация уже произошла (не смог помочь), и об этом сожалеют.

Кондиционал настоящего времени пассивного залога образуется с помощью сложно-составного суффикса -(t)t(a/ä)isiin, присоединяемого к глаголу по правилу образования имперфекта пассива: luettaisiin, ajateltaisiin. Отрицательная форма кондиционала образуется с помощью отрицательной частицы ei и формы кондиционала без окончания in: ei luettaisi, ei ajateltaisi.
Кондиционал пассивного залога в перфекте образуется с помощью глагола olla в форме сослагательного наклонения olisi и пассивного причастия прошедшего времени. Отрицательная форма образуется с помощью отрицательной частицы ei перед формой olisi: olisi luettu, ei olisi tehty.

#### Потенциал
Потенциал, или возможное наклонение используется когда действие будет сделано с большой долей вероятности. В современном финском языке потенциал используется нечасто, а в разговорном языке и вовсе почти полностью исчез — вместо него, перед глаголом ставят слова kai (наверное), ehkä (может быть), luultavasti (вероятно), voi olla (может быть) и некоторые другие.
Потенциал образуется с помощью суффиксов, заменяющих показатель типа глагола, после чего следует личное окончание:
- глаголы I и II типов — показатель типа заменяется суффиксом -ne: luen — lukenen (возможно почитаю), juot — juonet (ты, возможно, выпьешь);
- глаголы III типа — показатели типа -la, -na, -ra, -(s)ta заменяются соответственно суффиксами -le, -ne, -re и -se: ajattelen — ajatellen (я, скорее всего, подумаю), pesen — pessen (наверное, вымою);
- глаголы IV—VI типов: показатель типа -ta заменяется суффиксом -nne: palaan — palannen (возможно вернусь), valitset — valinnet (ты наверное выберешь), pakenee — paennee (он, скорее всего, убежит).

В третьем лице единственного числа конечная e всегда удваивается во всех типах глаголов.
Отрицательная форма образуется при помощи отрицательной частицы ei в личной форме и потенциала без личного окончания: en lähtene (скорее всего, не уеду), emme syöne (мы, наверное, не поедим).
Потенциал может также быть в форме перфекта, применяющегося в этом случае для указания прошедшего времени. Образуется при помощи личной формы глагола olla, принимающего в потенциале особую форму liene- и активного причастия прошедшего времени, в отрицательной форме частица ei ставится только перед глаголом: Hän lienee lähtenyt (он, наверное, уехал) — Hän ei liene lähtenyt (он, наверное, не уехал).
Потенциал настоящего времени и перфекта может находиться в пассивном залоге. Для образования пассива настоящего времени сначала нужно образовать пассивную форму по правилу образования пассива имперфекта, заменив суффикс -(t)tiin на -(t)ta/(t)tä и к этой форме добавить суффикс -neen. Lukea — luettiin — luettaneen (наверное, читают), syödä — syötiin — syötäneen (наверное, едят).
Отрицательная форма пассива образуется при помощи отрицательной частицы ei, при этом отбрасывается концовка -en: luettaneen — ei luettane, syötäneen — ei syötäne.
Перфект пассива потенциала образуется при помощи личной формы глагола olla в форме lienee и пассивного причастия прошедшего времени, в отрицательной форме частица ei ставится только перед глаголом: lienee rakennettu (наверное, построили) — ei liene rakennettu (скорее всего, не построили).

#### Повелительное наклонение
Повелительное наклонение или императив выражает приказ или просьбу одного человека к другому (другим). Финский язык обладает развитой системой императивов. В разговорной речи императив считается невежливой формой, и при разговоре с малознакомым человеком просьбу обычно выражают сослагательным наклонением в вопросительной форме.
- «Ты-императив» выражает приказ или просьбу к одному человеку[76].

Для образования этого императива нужно просто взять основу глагола (у глаголов I типа — слабую основу): lukea — lue! (читай!), syödä — syö! (ешь!), ajatella — ajattele! (думай!), palata — palaa! (возвращайся!), valita — valitse! (выбирай!), paeta — pakene! (убегай!).
Отрицательная форма ты-императива образуется при помощи отрицательной частицы älä: lue! — älä lue! (читай! — не читай!), palaa! — älä palaa! (возвращайся — не возвращайся).
- «Вы-императив» выражает приказ или просьбу к группе людей[77].

Для образования этого вида императива нужно заменить показатель типа на суффикс -kaa/kää, при этом у глаголов IV—VI типов сохраняется буква t показателя типа: lukea — lukekaa! (читайте!), syödä — syökää! (ешьте!), ajatella — ajatelkaa! (думайте!), palata — palatkaa! (возвращайтесь!), valita — valitkaa! (выбирайте!), paeta — paetkaa! (убегайте!).
Отрицательная форма вы-императива образуется при помощи отрицательной частицы älkää, а глагольный суффикс -kaa/kää меняется на -ko/kö: lukekaa! — älkää lukeko! (читайте! — не читайте!), palatkaa! — älkää palatko! (возвращайтесь — не возвращайтесь).
- «Мы-императив» выражает предложение к группе людей[79].

В современном финском языке в качестве мы-императива используется положительная или отрицательная форма пассива изъявительного или сослагательного наклонений: Mennään ulos! (Давайте пойдём на улицу), Mentäisiin kauppaan — ostettaisiin jotakin (Пошли бы в магазин, купили бы что-нибудь), Ei tehdään sitä! (Давайте не будем этого делать!).
Более старая форма мы-императива образуется по тем же принципам, что и вы-императив, только в положительной форме будет суффикс -kaamme/käämme, а отрицательная частица — älkäämme: Menkäämme ulos! Älkäämme tehkö sitä!.
- Императив 3 лица выражает непрямой приказ или пожелание к человеку или группе людей[80].

Образуется этот императив по тем же принципам, что и вы-императив, только в положительной форме единственного числа будет суффикс -koon/köön, а множественного — -koot/kööt; отрицательная частица в единственном числе — älköön, а во множественном — älkööt: lukekoon! (пусть он читает), älkööt palatko! (пусть они не возвращаются!).
Очень редко императив 3 лица может быть в форме перфекта, при этом в форму императива 3 лица ставится только глагол olla (получаются формы olkoon и olkoot), смысловой глагол выступает в форме активного причастия прошедшего времени: olkoon sanonut (ну и пусть он сказал).
- Пассивный императив — очень редкая «высокая» форма императива, выражающая общее пожелание, не называя, кто должен совершить действие[71].

Для образования пассивного императива сначала нужно образовать пассивную форму глагола по правилу образования пассива имперфекта, заменив суффикс -(t)tiin на -(t)ta/(t)tä и к этой форме добавить суффикс -koon/köön: Kuultakoon molempia osapuolia! (Да будут выслушаны обе участвующие стороны!).

#### Инфинитивы
В финском языке существует много форм глагола, называемых «инфинитивами», так как они не зависят от времени основного глагола в предложении. На русский язык различные финские инфинитивы могут переводиться по-разному.
- I инфинитив:
  - краткая форма — это словарная форма глагола;
  - долгая форма, или целевой инфинитив образуется добавлением к словарной форме суффикса -kse и притяжательного суффикса, на русский язык переводится через союз «чтобы»: Minä tulin jutellakseni (Я пришёл, чтобы поговорить). Эту форму не всегда можно употреблять — в частности, целевой инфинитив не может стоять в отрицательной форме.
- II инфинитив. Его основа образуется заменой последней буквы словарной формы с а/ä на суффикс -e, при этом у глаголов I типа, если перед а/ä стоит e, она меняется на i: puhua — puhue-, lukea — lukie-, palata — palate-. II инфинитив в основном используется в литературе и в газетных статьях, в разговорной речи же он почти не применяется. У II инфинитива есть две формы:
  - Инессивная форма обозначает действие, происходящее одновременно с основным действием, заменяя собой придаточное предложение с союзом kun (когда). Образуется добавлением окончания инессива -ssa/ssä к основе II инфинитива, если деятель в основном и придаточном предложении один и тот же, то после окончания ещё добавляется притяжательный суффикс: Hän tupakoi juodessaan kahvia (Он курит, когда пьёт кофе). Инессивная форма может находиться в пассивном залоге — в этом случае суффикс -e и окончание -ssa/ssä добавляются к пассивной основе глагола: puhua — puhuttaessa (когда говорят …).
  - Инструктивная форма обозначает способ действия, выраженного основным глаголом; на русский язык часто переводится деепричастным оборотом. Образуется добавлением окончания инструктива -n к основе II инфинитива: Istuin ikkunan ääressä katsellen kuuta (Я сидел у окна, смотря на Луну).
- III инфинитив. Является переходной формой между глаголом и существительным и используются часто как в письменной, так и в устной речи, а некоторые его формы обязательны к употреблению после ряда финских глаголов. Образуется III инфинитив добавлением суффикса -ma/mä к основе глагола (у глаголов I типа — к сильной основе), после чего следует одно из шести окончаний[75]:
  - Иллативная форма обозначает действие, к которому приступают, когда от одного глагола к другому можно задать вопрос mihin? (куда?), однако существует ряд глаголов, требующих после себя иллативной формы III инфинитива. Образуется добавлением окончания иллатива -an/än к суффиксу -ma/mä: Minä menen nukkumaan (Я иду спать), Hän joutui jäämään töihin (Он был вынужден остаться на работе)[82].
  - Инессивная форма обозначает действие, выполняемое где-либо в течение длительного времени; обычно употребляется, если на первом месте стоит глагол olla (быть), какой-нибудь статичный глагол (стоять, сидеть …) или глагол käydä (ходить, посещать). Второе использование инессивной формы — чтобы подчеркнуть, что действие выполняется в настоящий момент. Образуется добавлением окончания инессива -ssa/ssä к суффиксу -ma/mä: Minä olen kirjastossa lukemassa (сравните: Minä luen kirjastossa, оба переводятся как «Я читаю в библиотеке»), hän on laulamassa (сравните: hän laulaa, оба переводятся как «он поёт», но в первом случае подчёркивается длительность). Тем не менее если после глагола olla следует прилагательное, то применяется иллативная форма: Minä olen uimassa (Я плаваю), но Minä olen hyvää uimaan (Я хорошо плаваю)[83].
  - Элативная форма обозначает действие, после выполнения которого пришли или вернулись, когда от одного глагола к другому можно задать вопрос mistä? (откуда?), однако существует ряд глаголов (в основном глаголы запрета или прекращения), обязательно требующих после себя элативной формы III инфинитива. Образуется добавлением окончания элатива -sta/stä к суффиксу -ma/mä: Minä palasin kirjastosta lukemasta (Я вернулся из библиотеки, почитав), Hän kielsi tekemästä sitä (Он запретил это делать)[84].
  - Адессивная форма обозначает способ выполнения какого-либо действия; глаголов, требующих эту форму III инфинитива в финском языке нет; на русский язык она обычно переводится деепричастием. Образуется добавлением окончания адессива -lla/llä к суффиксу -ma/mä: Tulin sisään avaamalla ovea (Я вошёл внутрь, открыв дверь)[85].
  - Абессивная форма фактически является обратной к адессивной форме — обозначает отсутствие какого-либо действия, чего не было сделано. Образуется добавлением окончания абессива -tta/ttä к суффиксу -ma/mä: Hän istui tuolilla puhumatta (Он сидел на стуле, не разговаривая), Me menimme nukkumaan syömättä (мы пошли спать, не поев). В сочетании с глаголами olla («быть») и jäädä («оставаться») в этой форме могут строиться особые конструкции: He jäivät työtä tekemättä (Они оставили работу не сделанной), Minä en voi olla nauramatta (Я не могу не засмеяться)[86].
  - Анструктивная форма. В современном финском языке эта форма почти полностью вышла из употребления, оставшись, в основном, в церковной литературе; используется только как часть составного сказуемого после безличного глагола pitää (в значении «нужно»). Образуется добавлением окончания инструктива -n к суффиксу -ma/mä: Minun pitää tekemän sitä (Мне нужно это сделать). Инструктивная форма может быть и в пассивном залоге, в этом случае суффикс -ma/mä и окончание -n присоединяются к пассивной основе (с суффиксами -(t)ta/(t)tä): Pitäisi tehtämän sitä (Надо бы сделать это). В современном финском языке после глагола pitää в этом значении используется I краткий инфинитив, то есть словарная форма: Minun pitää tehdä sitä (Мне нужно сделать это).
- IV инфинитив фактически является отглагольным существительным, или герундием, и в основном используется тогда, когда управление глагола требует после себя существительного в определённом падеже, а по смыслу необходимо поставить другой глагол. В чистом виде IV инфинитив используется реже — в основном, если от глагола ещё не образовано существительное другими способами словообразования. Образуется IV инфинитив добавлением суффикса -minen к основе глагола (у глаголов I типа — к сильной основе), в дальнейшем IV инфинитив ведёт себя как существительное на -nen и может находиться в любом падеже: lukeminen on hauskaa (чтение — это здорово), minä pidän pyöräilemisestä («мне нравится кататься на велосипеде»; глагол pitää в значении «нравиться» требует после себя существительного в элативе), hän inhoaa siivoamista («он ненавидит уборку»; глагол inhota требует после себя существительного в партитиве)[87].
- V инфинитив. Используется для описания действия, которое как раз сейчас совершается, как раз началось или вот-вот начнётся. Образуется V инфинитив добавлением суффикса -maisilla/mäisillä к основе глагола (у глаголов I типа — к сильной основе), после чего ставится притяжательный суффикс: vauva on nukkumaisillaan (ребёнок почти заснул).

#### Причастия
В финском языке существует 5 типов причастий:
1. Активное причастие настоящего времени («va-причастие», или I причастие) образуются добавлением суффикса -va/vä к основе глагола (у глаголов I типа — к сильной основе): lukeva mies (читающий мужчина), putoava tähti (падающая звезда). Присоединение падежных окончаний к таким причастиям осуществляется по правилам слов на -a.
2. Активное причастие прошедшего времени («nut-причастие», или II причастие) образуется заменой показателя типа суффиксам -nut/nyt (глаголы I и II типов), -lut/lyt, -nut/nyt, -rut/ryt, -sut/syt (глаголы III типа) или -nnut/nnyt (глаголы IV—VI типов): väsynyt mies (уставший человек), kuollut lintu (умершая птица), pudonnut ihminen (упавший человек). Присоединение падежных окончаний к таким причастиям осуществляется по правилам слов на -nut/nyt.
3. Пассивное причастие настоящего времени («tava-причастие», или III причастие). От глаголов I типа эти причастия образуются добавлением суффикса -ttava/ttävä к слабой основе глагола (luettava kirja — книга, которую читают), от глаголов II и III типов — заменой показателя типа суффиксом -tava/tävä (syötävä sieni — съедобный гриб), от глаголов IV—VI типов — заменой показателя типа суффиксом -ttava/ttävä (tavattava ihminen — человек, которого встречают). В сочетании с глаголом olla обозначает необходимость сделать что-либо: Tämän huoneen on siivottava (Эту комнату нужно убрать). Присоединение падежных окончаний к таким причастиям осуществляется по правилам слов на -a.
4. Пассивное причастие прошедшего времени («ty-причастие», или IV причастие) образуется с помощью суффиксов (t)tu/(t)ty по тем же правилам, что и tava-причастие: luettu kirja (прочитанная книга), syöty lounas (съеденный обед), varattu huone (забронированный номер). Присоединение падежных окончаний к таким причастиям осуществляется по правилам слов на -u/y, при этом происходят прямые чередования: luettu kirja — luetut kirjat, syöty lounas — syödyt lounaat.
5. Агентное причастие («ma-причастие», или V причастие) используются тогда, когда указан деятель. Образуются эти причастия добавлением суффикса -ma/mä к основе глагола (у глаголов I типа — к сильной основе): miehen rakentama talo (дом, построенный мужчиной). Присоединение падежных окончаний к таким причастиям осуществляется по правилам слов на -a.

### Предлоги и послелоги
Финские Предлоги и послелоги — служебные части речи, показывающие синтаксические отношения между частями речи. Отличие между ними состоит в местонахождении относительно слова, к которому они относятся: предлоги ставятся перед словом, а послелоги — после него. Финский язык — язык с преобладанием послелогов, хотя и предлоги в нём также имеются.
При использовании послелога слово, относящееся к нему, чаще всего ставится в падеж генитив с окончанием -n (ikkunan takana — за окном, talojen vieressä — рядом с домами), но могут использоваться и другие падежи — например, партитив (jokea pitkin — вдоль реки, oppilaita varten — для учеников) или иллатив (loppuun asti — до конца).
Финские предлоги встречаются гораздо реже послелогов и чаще всего требуют падежа партитив (ilman sokeria — без сахара), но в редких случаях возможны другие падежи.
Некоторые финские послелоги могут выступать как предлоги, при этом падеж зависимого слова, за редким исключением, меняется с генитива на партитив.

### Синтаксис
Финский относится к языкам с порядком слов SVO (подлежащее — сказуемое — дополнение). Стратегия кодирования глагольных актантов — номинативная. Порядок слов, в целом, относительно свободный; довольно широко распространены именные группы с левым ветвлением: omenan maku букв. «яблока вкус», onnellinen talon omistaja букв. «счастливый дома владелец», huoneen pieni ikkuna «комнаты маленькое окно». 
Обладания выражается, как и в русском языке, путём глагола «быть»: имя обладателя (косвенный падеж, адессив) + форма глагола olla («быть») + имя обладаемого объекта (номинатив или партитив): Minulla on rahaa «У меня есть деньги».

### Лексика

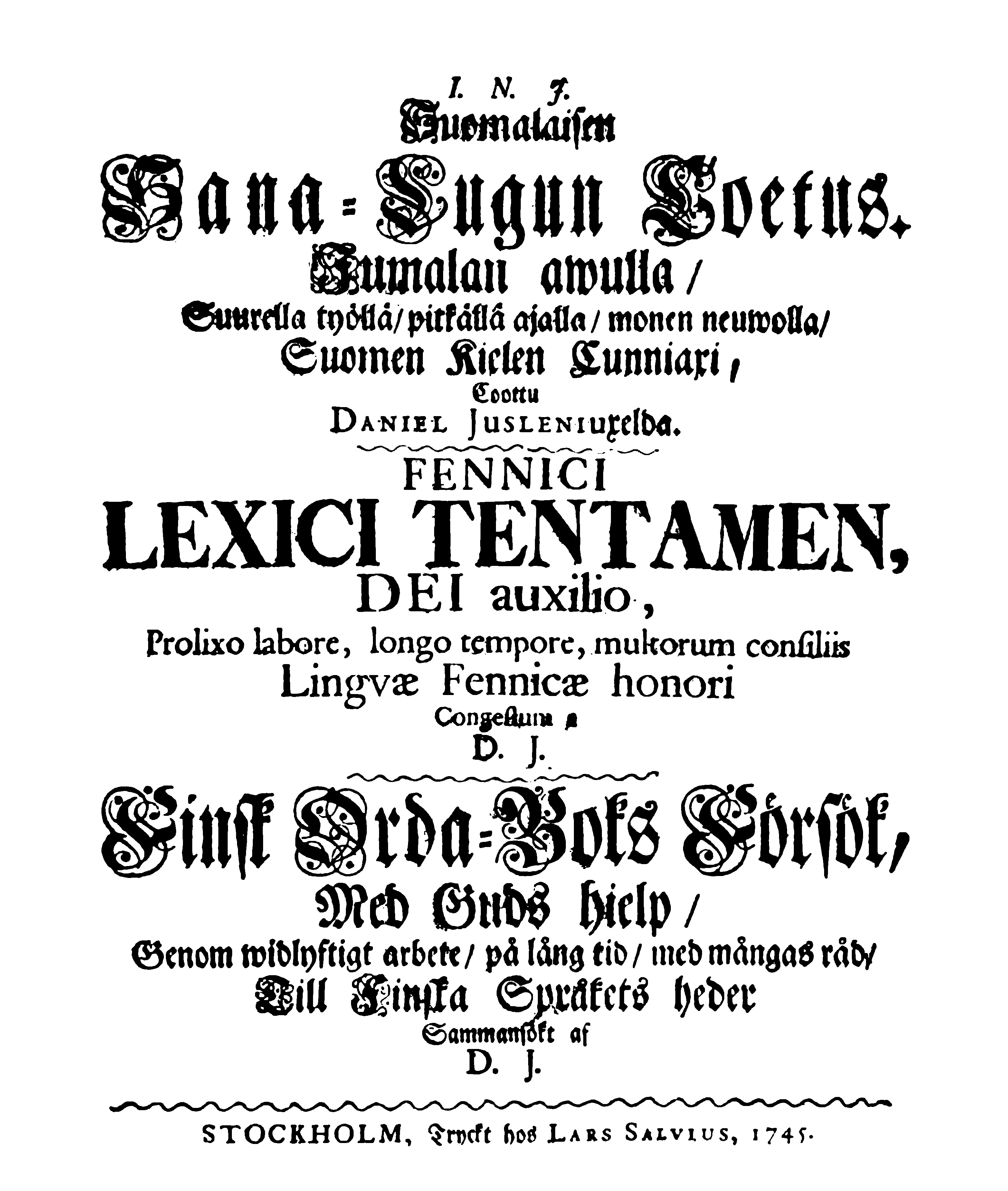
Первый словарь финского языка Suomalaisen Sana-Lugun Coetus (финско-латинско-шведский) (1745), созданный Даниэлем Юслениусом, включал около 19 000 единиц

В течение долгого периода существования в окружении языков индоевропейской семьи финский заимствовал из них множество лексических единиц. Заимствования, попадающие в финский язык на разных ступенях его развития, нередко претерпевали значительные изменения из-за различий в фонологических и фонотактических правилах финно-угорских и индоевропейских языков или, наоборот, сохраняли архаичный облик оригинального слова, хотя в языке-источнике оно менялось в ходе его исторического развития.
Среди ранних заимствований выделяются древнерусские периода VI—XIII вв., германские (* герм. *kuningaz → kuningas «король», *druhtinaz → ruhtinas «князь, принц», готск. aiþei → äiti «мать» (почти неповторимый случай заимствования термина ближайшего родства, оригинальное финское слово emo используется только в ограниченных контекстах)), балтийские, иранские (авест. vadžra → vasara «молот», airya «человек» → orja «раб»).
К балтизмам в финском относятся слова ankerias «угорь», morsian «невеста», paimen «пастух», parjata «клеветать», silta «мост», taivas «небо», vuohi «коза» и др.
Очень значительным для финского языка стал пласт шведских заимствований. Они проникли во все области лексики финского языка и обнаруживаются даже среди самых основных слов (например, tykätä «любить (что-то)»).
Значительна также роль славянских (древнерусских) заимствований, многие из которых сохранили праславянский облик (до падения редуцированных): *okъno → akkuna → ikkuna «окно»; *verteno → värttinä «веретено», *lъžьka → lusikka «ложка», *krьst → risti «крест». Среди других славянизмов — raamattu «Библия, священное писание» (от «грамота»), saapas «сапог», piirakka «пирог», pakana «поганый, язычник», taltta «долото», talkkuna «толокно», palttina «полотно», pappi «поп, священник», läävä «хлев», papu «боб», sirppi «серп», määrä «количество» (от мѣра), tavara «товар», raja «граница» (от край), varpunen «воробей», pirkka «бирка», urakka «подряд, заказ» (от урок), sääli «жаль».
Много в финском языке и относительно недавних заимствований, проникших в его словарь в XIX—XX вв., в период Великого княжества Финляндского. Среди них — социальные термины (pohatta «богач», toveri «товарищ», rosvo «разбойник», voro «вор», kapakka «кабак», putka «будка, кутузка», tyrmä «тюрьма»), названия предметов домашнего обихода, одежды (kasari «кастрюля», kauhtana «кафтан»), транспортная и торговая лексика (kanava «канал», majakka «маяк», issikka «извозчик, возница», rospuuto «распутица», kopeekka «копейка»), экспрессивные и оценочные слова (potra «бравый, бодрый» (диал. «красивый»), siisti «опрятный, чистый») и многие другие (kasku «сказка, анекдот», porkkana «морковь» (от «баркан»), rusakko «заяц-русак», russakka «прусак (таракан)», torakka «таракан», viesti «весть, известие»). 
Так или иначе, финские деятели нередко пытались создавать слова из имеющихся корней, а не заимствовать их: так, наиболее значительные попытки введения неологизмов сделал М. Агрикола, многие из лексических нововведений которого используются и в современном языке. Слово hyrysysy, например, было создано (на основе звукоподражания), чтобы заменить иностранное слово auto «автомобиль», но не прижилось и сегодня почти не используется; исконное же, вместо международного, слово puhelin (от puhua «говорить» и -in — суффикс для создания наименований устройств) со значением «телефон», напротив, является очень употребительным.

#### Словообразование
В финском языке, в силу его агглютинативности, основой получения новых слов является регулярное словообразование: значительную часть словаря составляют аффиксальные (в основном, суффиксальные) производные и сложные слова, а исходный набор непроизводных слов и базовых корней сравнительно невелик. 
Например, слово kirja «книга» даёт следующие дериваты:
- kirjain «буква»;
- kirje «письмо»;
- kirjasto «библиотека»;
- kirjailija «автор»;
- kirjallisuus «литература»;
- kirjoittaa «писать»;
- kirjoittaja «писатель»;
- kirjuri «писец, писарь»;
- kirjallinen «письменный»;
- kirjata «записывать, регистрировать»;
- kirjasin «литера»;
- kirjaaja «регистратор, архивариус» и многие другие, в том числе сложные слова (kirjaamispakko «обязательная регистрация», kirjoitustaidoton «неграмотный» и т. д.).

Продуктивность и регулярность значительного количества словообразовательных моделей позволяет носителям языка с лёгкостью конструировать множество новых, не фиксируемых словарями производных, которые не имеют налёта окказиональности (как, например, в русском), что несколько сближает финский с искусственными языками наподобие эсперанто.
Ниже приводится список наиболее продуктивных суффиксов:
- -ja/jä: субъект, активный деятель (например, lukea «читать» → lukija «читатель»);
- -lainen/läinen: житель (Englanti «Англия» → englantilainen «англичанин, английский»; Venäjä «Россия» → venäläinen «русский»);
- -sto/stö: собрание, совокупность (kirja «книга» → kirjasto «библиотека»; laiva «корабль» → laivasto «флот»);
- -in: инструмент или средство (kirjata «записывать» → kirjain «буква»; vatkata «взбивать» → vatkain «венчик, миксер, мутовка»);
- -uri/yri: субъект или инструмент (kaivaa «копать» → kaivuri «экскаватор»; laiva «корабль» → laivuri «капитан, владелец судна»);
- -os/ös: результат действия (tulla «приходить» → tulos «результат»; tehdä «делать» → teos «изделие, произведение, труд»);
- -ton/tön: отсутствие чего-нибудь (onni «счастье» → onneton «несчастный»; koti «дом» → koditon «бездомный»);
- -llinen: подобный чему-нибудь, имеющий свойство чего-нибудь (lapsi «ребёнок» → lapsellinen «детский, ребяческий»; kauppa «магазин, рынок» → kaupallinen «коммерческий»);
- -kas/käs: синонимичен суффиксу -llinen (itse «сам, себя» → itsekäs «эгоистичный»; neuvo «совет» → neuvokas «находчивый, изобретательный»);
- -va/vä: способный к чему-либо или делающий что-либо (taitaa «быть в состоянии, уметь» → taitava «умелый»; johtaa «управлять, вести» → johtava «ведущий, первый»);
- -la/lä: место (kana «курица» → kanala «курятник»; pappi «священник» → pappila «дом священника»).

Чрезвычайно богатым является и глагольное словообразование: с помощью регулярных аффиксов от глагольных основ можно образовать фреквентативы, разные типы каузативов, декаузативов и антикаузативов, маркировать разные типы движения, причём разные значения могут совмещаться в рамках одной лексемы. Это сближает систему глагольного словообразования финского языка с системой видового формообразования и способами действия славянских языков. Ниже приводится фрагмент словообразовательного гнезда глагола hypätä «прыгать»:
- hypätä «прыгать/прыгнуть» (немаркированное значение);
- hyppiä «прыгать (некоторое время, несколько раз)» (мультипликатив, делимитатив);
- hypeksiä «беззаботно прыгать некоторое время»;
- hypäyttää «заставить кого-нибудь прыгнуть один раз» (каузатив + семельфактив);
- hyppyyttää «заставить кого-нибудь прыгать несколько раз», перен. «третировать кого-нибудь, отдавая ненужные приказы» (каузатив + мультипликатив);
- hyppyytyttää «сделать так, что кто-то заставит третье лицо прыгать несколько раз» (двойной каузатив);
- hyppyytellä «бесцельно, просто так заставлять кого-нибудь прыгать»;
- hypähtää «внезапно подпрыгнуть, подскочить» (антикаузатив);
- hypellä «попрыгивать» (фреквентатив);
- hypiskellä «беззаботно попрыгивать время от времени».

От многих таких дериватов легко образуются именные формы, способные принимать, например, формы абессива: hyppimättä «не прыгая» и hyppelemättä «не подпрыгивая».

### Преподавание финского языка

#### В России
В тридцати школах Республики Карелия финский язык преподают в качестве иностранного. Там финский язык признан одним из национальных, наряду с карельским и вепсским языками, но число говорящих на нём неуклонно сокращается (с 14 тысяч в 2005 до 8 тысяч в 2013 году). Финский язык традиционно преподавался в Петрозаводском госуниверситете на кафедре финского языка факультета прибалтийско-финских языков и культур (с 2013 года на кафедре прибалтийско-финской филологии в составе филологического факультета). 
Он преподаётся также на факультете удмуртской филологии Удмуртского государственного университета и на филологическом факультете и факультете журналистики Московского государственного университета им. М. В. Ломоносова, а также в других ведущих высших учебных заведениях столицы: Московском государственном лингвистическом университете (бывш. Московский государственный педагогический институт иностранных языков имени Мориса Тореза) и Московском государственном институте международных отношений (МГИМО (У) МИД России).
Кроме того, в Санкт-Петербурге и Москве финский язык можно изучать в открытой в 2000 году при поддержке Совета министров Северных стран Скандинавской школе (Nordic School). С 2013 года его можно изучать в качестве основного иностранного в российских школах со второго класса. В 2013 году литературный журнал «Carelia», выходивший на национальных языках Карелии и просуществовавший более восьмидесяти лет, вынужден был сократить тираж с десяти до двух тысяч.

#### В мире
В 2010-х годах отмечался рост интереса к изучению финского языка студентами европейских вузов.